# Schronisko Pośrednie Górne
Schronisko Pośrednie Górne – jaskinia typu schronisko na Wyżynie Krakowsko Częstochowskiej. Znajduje się na wzgórzu Pustelnica w rezerwacie Sokole Góry w miejscowości Olsztyn w województwie śląskim, w powiecie częstochowskim.

## Opis obiektu
Od parkingu przy rezerwacie przyrody Sokole Góry prowadzi do jaskini szlak turystyczny i ścieżka dydaktyczna. Jaskinia znajduje się w dwóch trzecich wysokości północnego zbocza Pustelnicy, przy ścieżce prowadzącej do Jaskini Olsztyńskiej, 5 m na zachód od niej i nieco niżej. Schronisko Pośrednie Górne ma 2 otwory na tej samej wysokości około 2 m nad ziemią, tuż pod nimi u podstawy skały jest otwór Schroniska Pośredniego Dolnego.
W skale poszukiwacze szpatu wykuli prostokątną wnękę o szerokości 5,5 m i wysokości 1,6 m. Są w niej dwa prostokątne otwory. Lewy to wąski, ślepo zakończony korytarz ciasnym kominkiem wychodzącym na powierzchnię skały. W nyży za prawym otworem jest w głębi drugi, ślepy kominek o wysokości 2,5 m oraz ciasne wejście do 6-metrowej długości ciasnego i niskiego korytarzyka. Jego ściany i strop były pokryte naciekami, które w dużym stopniu zostały zniszczone, pozostały po nich odłupane grube polewy i żebra. W zakamarkach zachodniej ściany zachowały się zlepione kalcytem heliktyty.
Schronisko powstało w wapieniach z okresu jury. Jest w całości widne i bez własnego mikroklimatu. Spąg jest lity, miejscami tylko pokryty drobnym rumoszem, a przy otworze występuje ubogie, ilaste namulisko. Wszystkie nacieki są zwietrzałe. Nie zaobserwowano zwierząt ani roślin.

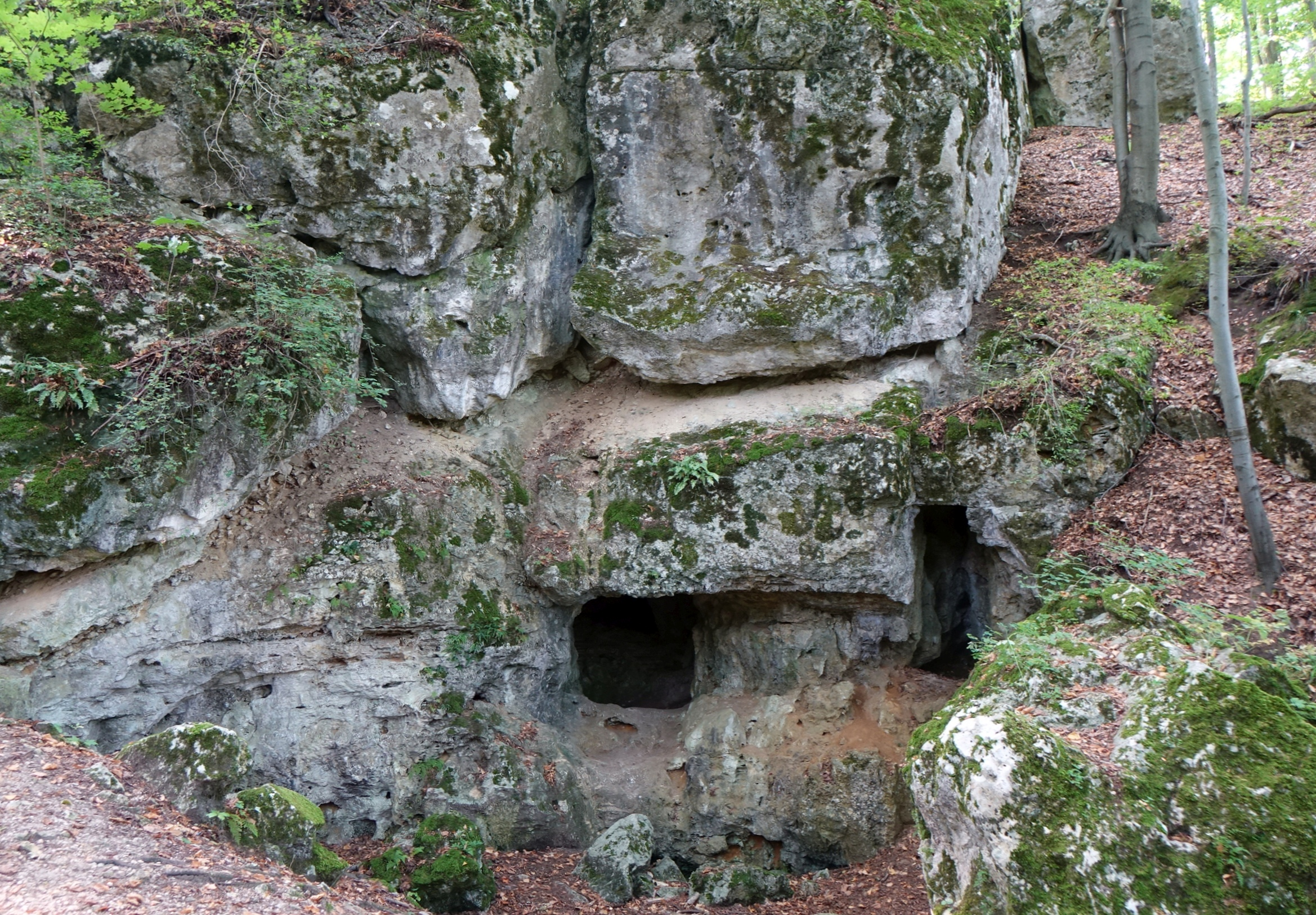
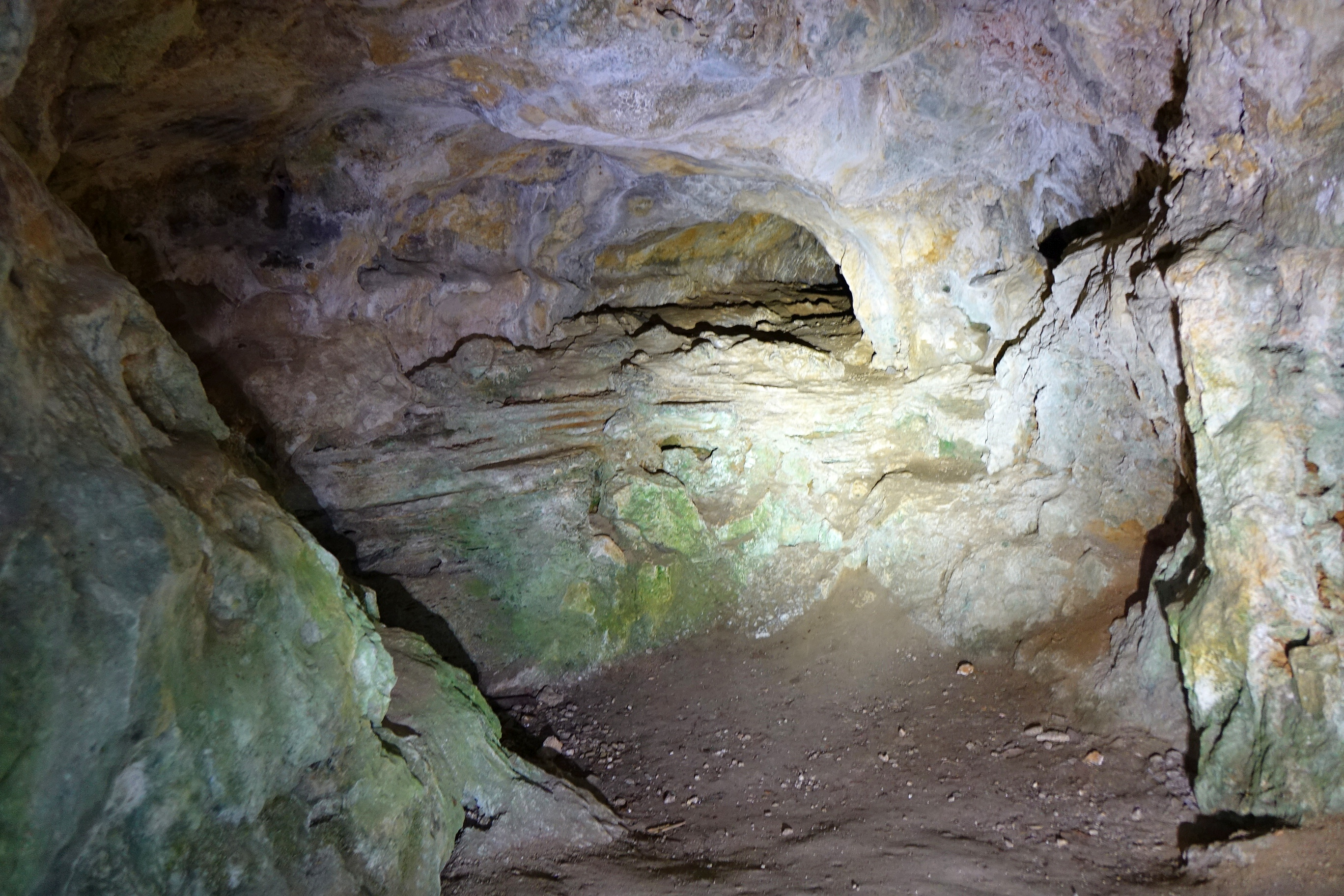
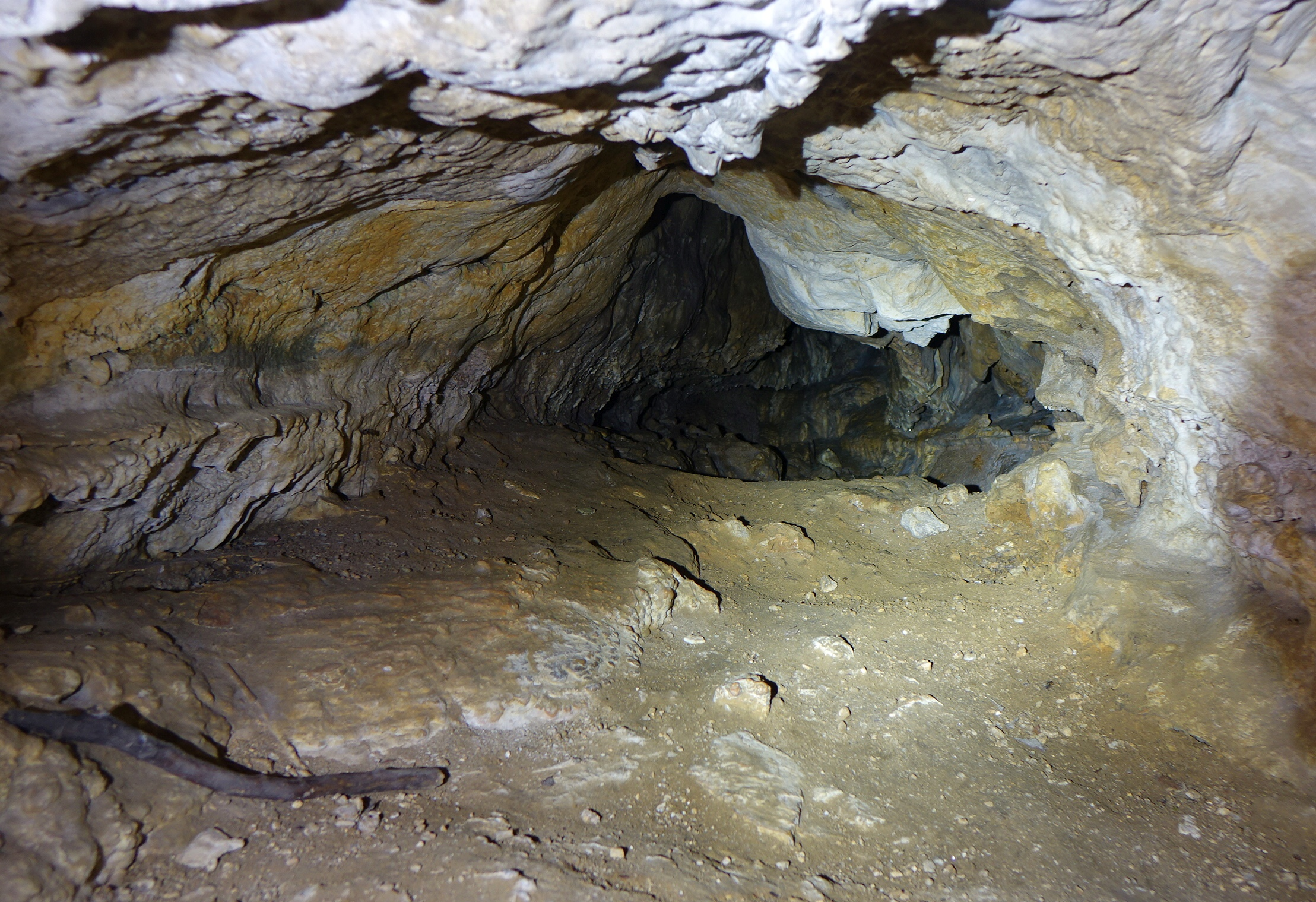
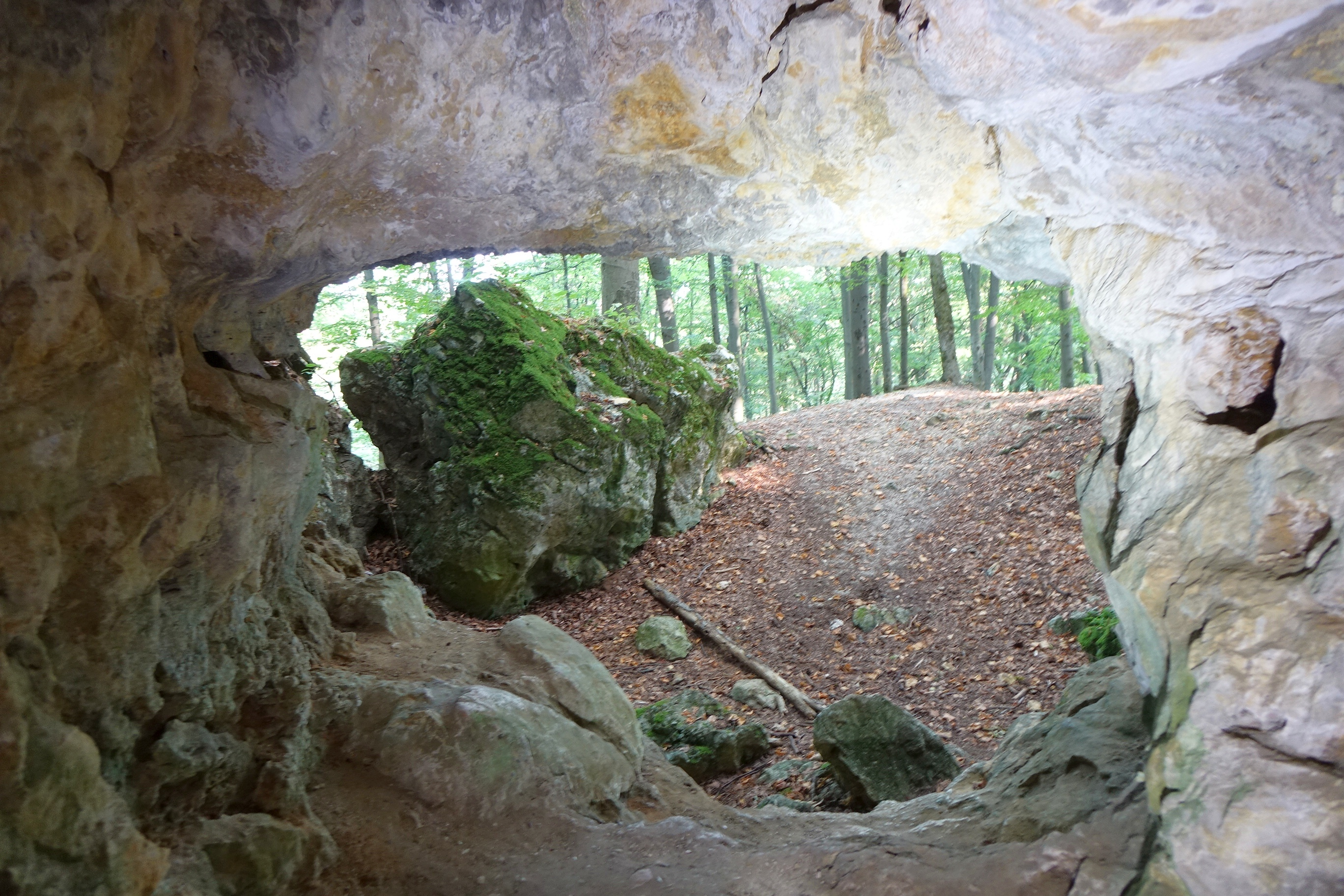